# Nikolaus Heiss
Nikolaus Heiss (* 3. Oktober 1943 in Bleicherode (Thüringen)) ist ein deutscher Architekt, Denkmalpfleger und Fotograf.

## Leben und Wirken
Nikolaus Heiss ist der Sohn des Komponisten Hermann Heiß und kam 1948 nach Darmstadt. Nach dem Abitur studierte er an der Technischen Hochschule Darmstadt Architektur und arbeitete anschließend freiberuflich als Architekt. Der Schwerpunkt seiner Arbeit lag auf dem Bau von Wohnhäusern, der Sanierung von Dorfkernen und historischen Gebäuden.
Von 1981 bis 2010 war er Leiter der Unteren Denkmalschutzbehörde der Stadt Darmstadt und Vorsitzender des Vereins Freunde der Mathildenhöhe. Derzeit (Anfang 2014) hat er den stellvertretenden Vorsitz inne. Außerdem arbeitete er im städtischen Denkmalbeirat und in der Magistratskommission für die Bewerbung der Mathildenhöhe zum Welterbe mit.
Heiss war an diversen Großprojekten in Darmstadt beteiligt, unter anderem an der Sanierung des Jugendstilbads, der Rekonstruktion des Hauptbahnhofs, der Sanierung des Jagdschlosses Kranichstein, der Rettung der Überreste der ehemaligen Liberalen Synagoge, der Sanierung des Hessischen Landesmuseums und der Rekonstruktion und Sanierung der Mathildenhöhe.
Heiss hatte von 2006 bis 2009 Lehraufträge für Architektur und Fotografie im Fachbereich Geschichte der Technischen Universität Darmstadt und einen Lehrauftrag für Denkmalpflege an der Technischen Universität Kaiserslautern inne.

## Ehrungen
- Im November 2016 erhielt Nikolaus Heiss die bronzene Verdienstplakette der Stadt Darmstadt.

- Im Februar 2020 wurde er mit dem Preis für Baukultur durch den Bund Deutscher Architektinnen und Architekten Hessen ausgezeichnet.

- Im Dezember 2023 übergab der Oberbürgermeister der Stadt Darmstadt den Hessischen Verdienstorden.

## Schriften

### Als Alleinautor
- Jugendstilbad Darmstadt. Justus-von-Liebig-Verlag, Darmstadt 2009, ISBN 978-3-87390-267-1.
- Mathildenhöhe Darmstadt. Schnell & Steiner Verlag, Regensburg 2010, ISBN 978-3-7954-6864-4.
- Flug über Darmstadt 2007–2010. Justus-von-Liebig-Verlag, Darmstadt, ISBN 978-3-87390-288-6.
- Flug über die Bergstraße. Von Darmstadt bis Heidelberg. 2009–2011. Justus-von-Liebig-Verlag, Darmstadt 2011, ISBN 978-3-87390-297-8.

### Als Mitautor
- Der Hauptbahnhof und seine Baugeschichte. (= Denkmalschutz in Darmstadt, Heft 2.) (mit Eva Reinhold-Postina) Darmstadt 1993, ohne ISBN.
- Stadt Darmstadt. (= Denkmaltopographie Bundesrepublik Deutschland, Kulturdenkmäler in Hessen.) (mit Günter Fries) Edition Henrich, Frankfurt am Main 1994, ISBN 3-528-06249-5.
- Das Darmstädter Hallenbad. (= Denkmalschutz in Darmstadt, Heft 5.) (mit Eva Reinhold-Postina) Darmstadt 1995, ohne ISBN.
- Rheinstraße und Luisenplatz. Von der barocken Vorstadt zur modernen Stadtmitte. (= Denkmalschutz in Darmstadt, Heft 8.) (mit Gesine Schneider) Darmstadt 2000, ohne ISBN.
- Das Darmstädter Schloss. Entstehung, Veränderung, Zerstörung, Wiederaufbau. (= Denkmalschutz in Darmstadt, Heft 10.) (mit Mona Sauer) Darmstadt 2006, ohne ISBN.

## Belege
1. ↑  Thomas Wolff. In: Darmstädter Echo, Montag, 2. Oktober 2023, S. 10.
2. ↑   Homepage des Vereins.
3. ↑   Homepage: Vorstand.
4. ↑  Darmstädter Echo vom Montag, 28. November 2016, S. 14.

| Personendaten    | Personendaten                          |
| ---------------- | -------------------------------------- |
| NAME             | Heiss, Nikolaus                        |
| KURZBESCHREIBUNG | deutscher Architekt und Denkmalpfleger |
| GEBURTSDATUM     | 3. Oktober 1943                        |
| GEBURTSORT       | Bleicherode                            |